# NAL-Zulassung für Telekommunikationsprodukte
Über eine Network Access License (NAL; deutsch Netzwerk-Zugangserlaubnis) müssen Telekommunikationsprodukte verfügen, damit diese legal in die Volksrepublik China exportiert werden dürfen. Bei der NAL handelt es sich um eine verpflichtende Zulassung von Telekommunikationsgeräten, die mit dem öffentlichen Telekommunikationsnetz verbunden werden. Verantwortlich für diese Form der Zulassung ist das Ministerium für Industrie und Informationstechnologie (Ministry of Industry and Information Technology, kurz: MIIT) in China. Diese chinesische Behörde ist zudem verantwortlich für die Verwaltung und Zusammenschaltung der öffentlichen Telekommunikationsnetze in China.

## Hintergründe
Die ersten drei Produktkategorien für die NAL-Zulassung wurden im Juni 2001 veröffentlicht. Insgesamt gibt es mittlerweile rund 25 Produktkategorien, die ungefähr 300 verschiedene Telekommunikationsprodukte beinhalten. Zudem gibt es noch die zusätzliche Unterteilung in die beiden Hauptgruppen „normale Geräte“ bzw. „High-End-Geräte“. Es ist zwingend notwendig, dass betroffene Telekommunikationsprodukte, bevor diese nach China eingeführt werden, über eine NAL-Zulassung verfügen. 
Derzeit sind lediglich 14 Testlaboratorien in China für diesen Zulassungsprozess autorisiert. Hervorzuheben ist, dass jedes dieser Testlaboratorien auf eine bestimmte Produktgruppe spezialisiert ist und durch die Certification and Accreditation Administration (CNCA) akkreditiert wurde.